# Niente di nuovo sul fronte occidentale
Niente di nuovo sul fronte occidentale (titolo originale Im Westen nichts Neues, letteralmente All'Ovest niente di nuovo) è un romanzo di guerra di Erich Maria Remarque, pseudonimo di Erich Paul Remark, veterano della prima guerra mondiale.
Il libro narra il trauma psicologico e mentale subìto dai soldati tedeschi durante il conflitto, e il distacco dalla vita civile provato da molti di questi uomini, una volta tornati, angosciati e tormentati spiritualmente, a casa dal fronte. Una guerra che si era risolta nella sconfitta dell'impero tedesco.

## Storia editoriale
Il romanzo fu pubblicato per la prima volta sul giornale tedesco Vossische Zeitung tra il novembre e dicembre 1928 e apparve in volume alla fine di gennaio del 1929; il successo fu immediato ed enorme, fu tradotto in 32 lingue e nei soli primi 18 mesi ne furono vendute oltre 2 milioni e mezzo di copie nelle varie lingue. Romanzo pacifista, e a giudizio di Jörg Drews assolutamente apolitico, fu scritto con un linguaggio semplice e giornalistico ma reputato un atto di accusa, oltre che contro la guerra, contro gli adulti, genitori e insegnanti, che con discorsi nazionalisti e sciovinisti avevano spinto i giovani verso posizioni belliciste. Una parte del pubblico tedesco rimase scioccata quando scoprì che la tesi del libro, invece di esaltare e celebrare l'eroismo dei combattenti, evidenziava la futilità della guerra e i suoi orrori. La reazione ostile al libro, che sfidava gli ideali del militarismo, dell'onore e del patriottismo, fu sfruttata dai nazionalsocialisti, oltraggiati dalla rappresentazione della guerra mondiale, che mostrava le vulnerabilità dei soldati. Già nel 1930 Joseph Goebbels organizzò tafferugli contro il film omonimo tratto dal romanzo: dimostrazioni di protesta ebbero luogo dovunque la pellicola veniva trasmessa per tutta la Germania. Il libro e la sua continuazione, La via del ritorno, furono prima banditi dalla vendita e dalla pubblicazione per ordine di Goebbels, nuovo ministro della propaganda, come 'antipatriottici'; poi, il 10 maggio 1933, dati alle fiamme dai nazisti nel primo rogo di libri, che ebbe luogo pubblicamente davanti all'Università Humboldt di Berlino. Remarque, privato della cittadinanza tedesca e costretto all'esilio, si trasferì in Svizzera.
Anche in Europa, il libro, considerato propaganda antiguerra, fu bandito: in Austria, nel 1929, ne fu vietata la lettura ai militari; in Cecoslovacchia, espulso dalle biblioteche militari.
In Italia l'editore Arnoldo Mondadori ne affidò la traduzione all'intellettuale cattolico Stefano Jacini già nel 1929; ma una segnalazione apparsa il 24-25 agosto 1929 sul quotidiano fascista Il Tevere bloccò l'impresa e il 22 aprile 1930 la circolazione del romanzo fu proibita anche in Italia. Dopo molte insistenze della Mondadori, il 21 maggio 1931 il dittatore Benito Mussolini ne consentì la stampa, ma non la distribuzione in Italia. L'edizione della Mondadori, contenente nella copertina e nel frontespizio la dicitura «Edizione per l'estero», fu pertanto distribuita solo fuori dall'Italia dalla rivista svizzera Illustrazione Ticinese.

## Trama
Facendo leva sugli ideali della nazione, onore e orgoglio, gli insegnanti di una scuola tedesca persuadono i propri allievi ad arruolarsi come volontari per difendere la propria patria.
Il protagonista, Paul Bäumer, si arruola insieme ad alcuni suoi compagni di classe che purtroppo andranno tutti incontro a una tragica fine. Hanno tutti diciannove anni e sono convinti di vivere una grande avventura, di essere destinati a diventare eroi della propria patria.
Tuttavia, con il passare del tempo, i ragazzi si accorgono di quanto la guerra sia inutile e si chiedono, senza ottenere davvero risposte precise, chi volesse dar vita al conflitto e per quale motivo.
Giorno dopo giorno l'avventura si trasforma in una tragedia, in cui i vincoli di sostegno e cameratismo che servivano a superare le atrocità e le difficoltà quotidiane spariscono con la morte dei compagni di Bäumer. Anche al protagonista è riservato lo stesso destino. Morirà in una giornata serena, poco tempo prima della capitolazione dell'esercito tedesco, ormai agli sgoccioli. E l'espressione sul suo volto alla morte sarà così serena che nessuno immagina sia potuto morire in un ambiente tanto crudo quanto quello della guerra.

## Ambientazione
Il romanzo è ambientato tra il 1914 e il 1918, durante la prima guerra mondiale, nelle trincee e sui campi di battaglia occidentali nei quali è stata combattuta la Grande guerra. Gli ambienti secondari sono: la scuola nel paese dei ragazzi, l'accademia militare, la casa di Paul e quella di Kemmerich.

## Personaggi principali
Paul Bäumeril protagonista del romanzo. Assieme ad altri amici appena diciannovenni, Paul, che è uno scrittore dilettante, si arruola nell'esercito tedesco per combattere la Grande Guerra la quale brucerà ogni sua speranza futura, sotto la pressione della propaganda tedesca e quella del suo insegnante Kantorek. Paul muore praticamente alla fine della guerra. Quel giorno fu molto calmo e silenzioso lungo tutto il fronte, tant'è che il rapporto del comando tedesco riportava: "niente di nuovo sul fronte occidentale".
Paul fu ritrovato con la faccia sul terreno e "il suo volto aveva un'espressione serena, quasi che egli fosse contento di finire così".
Albert Kroppcompagno di scuola e amico di Paul, è descritto come il miglior pensatore del gruppo. Verso la fine del romanzo, Paul e Albert vengono feriti durante un'azione di sgombero di un paesino francese. Albert, più grave, viene ricoverato in un ospedale cattolico ma anche Paul, per non abbandonare l'amico, con qualche sotterfugio, si fa ricoverare nella medesima struttura. Mentre Bäumer guarisce bene dalle sue ferite a gamba e braccio, a Kropp viene amputata una gamba. Il giovane cade nello sconforto e progetta di suicidarsi. Grazie all'assistenza dei compagni di corsia, Kropp lascia perdere il suo progetto. Lui e Bäumer si separano quando il secondo viene richiamato in reggimento in quanto perfettamente guarito.
Haie Westhusè descritto come alto e forte. Da civile era uno scavatore di torba. La sua corporatura e il suo modo di fare molto "rude" lo fanno sembrare più vecchio di Paul e i suoi compagni, anche se hanno la stessa età (all'incirca 19 anni all'inizio del romanzo). Haie ha un buon senso dell'umorismo, anche se spesso è abbastanza osceno. Durante un combattimento, viene ferito gravemente alla schiena; la ferita è così profonda e ampia che Paul può vedere il polmone che si allarga e restringe mentre il sottufficiale Himmelstoss, che aveva trattato male Haie fin dai tempi dell'addestramento, lo porta in salvo. Haie non sopravvive alla ferita.
Müllerè uno dei compagni di classe di Paul. Anche lui volontario, è quello che rimane più attaccato agli insegnamenti scolastici. Perfino sotto il fuoco nemico, viene scoperto a borbottare nozioni di fisica. Quando il coetaneo Kemmerich viene ferito alla gamba, poi amputata, Müller è interessato agli stivali del compagno.
Müller viene ucciso da un razzo sparato a bruciapelo nel suo stomaco. Agonizzante, vive ancora una mezz'ora soffrendo orribilmente. Prima di morire fa in tempo a consegnare a Paul gli stivali presi da Kemmerich. Müller viene sepolto, ma come Paul stesso ammette, è probabile che non sia rimasto indisturbato per molto: il fronte era stato spostato indietro poco dopo la sua morte.
Stanislaus Katczinskichiamato informalmente Kat, esercita su Paul e i suoi compagni un'influenza molto positiva. Da civile, Kat era un calzolaio sposato e con almeno un figlio. Quando viene arruolato, ha all'incirca quaranta anni; è quindi il veterano del gruppo. Sugli altri esercita una funzione di leader, sebbene non sia superiore a loro di grado. Kat più di chiunque altro rappresenta dunque la figura paterna; è anche una figura di confronto fra la sua generazione e quella di Paul e degli altri: mentre i primi hanno già una professione, una vita, una famiglia, i secondi non hanno esperienze e la guerra ha impedito loro una crescita morale. Muore verso la fine del romanzo, è l'ultimo del gruppo a lasciare solo Paul. Quando Kat viene ucciso, per Paul è come se fosse morto un grande eroe. Kat è noto per il suo sesto senso da soldato. La sua specialità consiste nel recuperare qualsiasi bene necessario, specialmente cibo, a qualsiasi ora del giorno e della notte o di saper cucinare la carne d'oca, come racconta Paul verso l'inizio del libro. Il suo sesto senso funziona anche con i bombardamenti d'artiglieria: riconosce immediatamente quando si è sotto tiro. Una notte, Paul e gli altri si trovano in un edificio diroccato: fa freddo, manca il cibo e i letti sono scomodi. Kat si mette il berretto, esce, e poco dopo torna con carne di cavallo, pane e paglia per imbottire i letti. Kat è colpito da uno shrapnel alla fine della storia. La scheggia gli fracassa la tibia e così Paul, angosciato dalla prospettiva di rimanere solo, se lo carica in spalla e lo porta fino al posto di medicazione. Tuttavia, arrivato lì, si rende conto che durante il tragitto una minuscola scheggia vagante ha colpito il cranio dell'amico e l'ha ucciso. La morte di Kat rende Paul indifferente alla possibilità di sopravvivenza o alla fine della guerra: ormai il ragazzo, solo e sconfortato, può affrontare il resto della sua vita senza alcun timore.
Tjadenè uno degli amici di Paul anche se non faceva parte dei suoi compagni di scuola. Prima della guerra Tjaden era un fabbro, poco istruito. Quando fu arruolato, fu spedito allo stesso campo d'addestramento di Paul e lì sopportò le vessazioni inflitte da Himmelstoss, l'istruttore che da civile era un semplice portalettere. Tjaden cova molto rancore nei confronti di Himmelstoss. Per Paul, il suo sogno è di avere Himmelstoss in una gabbia e di poterlo picchiare ogni mattina. Quando il sottufficiale viene trasferito al fronte, matura e diventa più amichevole nei confronti dei suoi ex-allievi: alla fine conquista anche la fiducia di Tjaden regalandogli un po' di zucchero e burro: Tjaden è infatti un gran mangiatore, e il suo piatto preferito è fagioli col lardo. Anche se mangia in continuazione, non ingrassa mai. È l'unico fra i compagni di Bäumer a sopravvivere alla guerra: la sua storia sarà narrata da Remarque nel libro La via del ritorno.

## Edizioni
- (DE) Im Westen nichts Neues, 1ª ed., Berlin, Propyläen-Verlag, 1929.
- Niente di nuovo sul fronte occidentale, collana Collezione I romanzi della guerra, traduzione di Stefano Jacini, Milano, Arnoldo Mondadori Editore, 1931.
- All'Ovest niente di nuovo, traduzione di Flora Antonioni, Roma, Donatello De Luigi, 1944.
- Niente di nuovo sul fronte occidentale. Ediz. integrale, collana Collezione Biblioteca Economica, traduzione di Stefano Jacini, Roma, Newton Compton, 2008, ISBN 978-88-541-1325-1.
- Niente di nuovo sul fronte occidentale, collana Collezione Biblioteca Neri Pozza, traduzione di Stefano Jacini, aggiornamento e revisione della traduzione di Wolfango della Croce, Vicenza, Neri Pozza, 2016, ISBN 978-88-545-1167-5. Edizione illustrata da Marco Cazzato, Neri Pozza, 2020, ISBN 978-88-545-2238-1.

## Adattamenti

### Cinema
- All'ovest niente di nuovo (All Quiet on the Western Front), film americano del 1930 diretto da Lewis Milestone, con gli attori Louis Wolheim, Lew Ayres, John Wray, Arnold Lucy e Ben Alexander.
- Niente di nuovo sul fronte occidentale (Im Westen nichts Neues), film tedesco del 2022 diretto da Edward Berger, con gli attori Felix Kammerer e Albrecht Schuch.

### Televisione
- Niente di nuovo sul fronte occidentale (All Quiet on the Western Front), film TV americano del 1979, apparso sull'emittente CBS, diretto da Delbert Mann, con gli attori Richard Thomas e Ernest Borgnine.

### Musica
- All Quiet on the Western Front è una canzone di Elton John, contenuta nell'album Jump Up!, scritta da Elton e Bernie Taupin.

### Radio
All Quiet on the Western Front è un adattamento radiofonico trasmesso nel 2008 su BBC Radio 3, con Robert Lonsdale e Shannon Graney, scritto da Dave Sheasby, diretto da David Hunter.

### Fumetti
All Quiet on the Western Front, è il libro a fumetti pubblicato nel 1952, nella serie dei Classics Illustrated.

### Curiosità
- La band musicale Legittimo Brigantaggio ha tratto dal romanzo un brano dal titolo L'attimo ideale e contenuto nell'album Liberamente tratto...
- Niente di nuovo sul fronte occidentale è un album dei Modena City Ramblers del 2013.